# Kornelia Nitzler
Kornelia Nitzler (ur. 9 września 1987 w Chełmży) – polska wioślarka. Zawodniczka Chełmżyńskiego Towarzystwa Wioślarskiego, a następnie AZS-AWF Gorzów.

## Osiągnięcia
- Mistrzostwa Europy – Ateny 2008 – ósemka – 5. miejsce[2].
- Mistrzostwa Świata – Poznań 2009 – ósemka – 7. miejsce[2].
- Mistrzostwa Europy – Brześć 2009 – ósemka – 5. miejsce[2].
- Mistrzostwa Europy – Montemor-o-Velho 2010 – ósemka – 7. miejsce[2].
- Młodzieżowe Mistrzostwa Świata – Brandenburg 2008 – ósemka - srebrny medal[2].
- Młodzieżowe Mistrzostwa Świata – Račice 2009 – ósemka – brązowy medal[2].